# Chapelle Saint-Étienne de Coldre
La chapelle Saint-Étienne-de-Coldre est une chapelle romane située sur un éperon rocheux dominant le bassin lédonien, sur un terrain en indivision entre les communes de Briod, Perrigny et Conliège dans le département du Jura (région française de Bourgogne-Franche-Comté). Elle est considérée comme l'une des plus anciennes chapelles de Franche-Comté.

## Histoire
Une chapelle primitive est mentionnée en 1157 par Frédéric Barberousse.
La chapelle actuelle date principalement du XIVe siècle. Le chœur a été construit après 1613, tandis que la façade et son portail semblent dater du XVIIe siècle.

### Enceinte protohistorique et gallo-romaine
La chapelle Saint-Étienne-de-Coldre s'inscrit dans un site archéologique d'une grande richesse historique. Le site de Coldre abrite une enceinte fortifiée dont les origines remontent à l'âge du bronze ou à la période de Hallstatt. Cette occupation protohistorique s'est poursuivie à l'époque gallo-romaine, comme en témoignent les vestiges découverts. L'enceinte occupait une position stratégique sur un éperon rocheux dominant la vallée, ce qui explique son occupation continue sur une longue période.

### Cimetière mérovingien
Un cimetière mérovingien a également été mis au jour à proximité immédiate de la chapelle. Sa présence atteste de l'importance du site durant le haut Moyen Âge et de la continuité de l'occupation humaine entre l'Antiquité tardive et le Moyen Âge.

## Évolution du site
L'histoire de la chapelle Saint-Étienne-de-Coldre s'inscrit donc dans une occupation très ancienne du site :
- Occupation protohistorique (âge du bronze/Hallstatt)
- Fortification gallo-romaine
- Cimetière mérovingien
- Construction de la première chapelle (antérieure au XIVe siècle)
- Édification de la chapelle actuelle (XIVe-XVIIe siècles)

Cette succession d'occupations souligne l'importance stratégique et spirituelle du site de Coldre à travers les âges. La chapelle Saint-Étienne-de-Coldre apparaît ainsi comme l'héritière d'une longue tradition d'occupation humaine, faisant le lien entre les périodes protohistorique, antique, médiévale et moderne.

## Architecture
L'édifice se compose d'une nef unique du XIVe siècle et d'un chœur plus récent datant du début du XVIIe siècle. La façade occidentale, avec son portail, date probablement aussi du XVIIe siècle.

## Intérieur
L'intérieur de la chapelle est dépouillé. Le mobilier se limite à :
- Une statue de Vierge à l'Enfant
- Une statue de Saint-Étienne
- Une statue de sainte
- Un autel et son tabernacle en bois peint imitant le marbre
- Deux candélabres

## Restaurations des XVIIe, XIXeet XIXesiècles
Une première reconstruction a eu lieu en 1660, à la suite des dégâts provoqués par l'incendie de 1637 (guerre de dix ans) et le probable écroulement du clocher-mur,.
En 1837, le maçon-charpentier Joseph Elie Simonin, qui avait déjà réalisé, à proximité, des restaurations aux ermitages de saint-Sorlin et sainte-Anne, est sollicité pour une remise en état des lieux qui avaient été laissés à l'abandon. La chapelle Saint-Étienne sera inaugurée à la fin de l’année 1837, l'antique statue du saint y retrouvant sa place.
Les travaux réalisés en 2014 ont consisté à refaire complètement la charpente de la nef  et à poser des laves de pierre calcaire sur la charpente de la nef ainsi que sur la voûte du chœur. Les murs ont été ravalés,.

## Protection
La chapelle Saint-Étienne-de-Coldre, ainsi que le cimetière attenant, sont classés au titre des monuments historiques.

## Particularité
La chapelle est la propriété conjointe des trois communes sur lesquelles elle est située : Briod, Perrigny et Conliège.

## Tourisme
Malgré sa situation isolée, Saint-Étienne-de-Coldre reste un lieu de promenade apprécié, offrant un panorama sur les environs.